# IX. Bonifác pápa
IX. Bonifác (Nápoly, 1356 – Róma, 1404. október 1.) néven lépett fel a katolikus egyház trónjára a történelem 203. pápája. Pontifikátusának hosszú, közel tizenöt éve során mindvégig fennállt az elődje, VI. Orbán pápa alatt végbement nyugati egyházszakadás. A Rómában székelő egyházfő a korábbi belső harcok eredményeként igen fiatalon került a pápai trónra. A krónikák feljegyzései alapján Bonifác inkább világi uralkodóként igyekezett érdekeinek védelmében fellépni az avignoni ellenpápákkal szemben. Bonifác nevéhez köthető a nyugati egyházszakadás megerősödése, és ebben a korban adósodott el a pápai kúria.

## Élete és pályája a trón előtt
1356 körül látta meg a napvilágot Piero Tomacelli néven. Több krónika Pietro vagy Perino névvel is illeti. Nápolyban született egy olyan nemesi családban, amely a szicíliai vecsernye utáni harcok során rossz oldalra állt. Az arisztokrata család csak a rangját tarthatta meg, minden más vagyonukat elkobozta az Anjou uralkodó. A szerényebb körülmények között felcseperedő Piero egyetlen esélye a felemelkedésre az egyházi pálya volt. Valószínűleg szerzetesként kezdte meg karrierjét a katolikus egyházban, ahol hamarosan óriási léptekkel haladt előre a ranglétrán. Erre az utolsó avignoni pápa halála után kiszélesedő nyugati egyházszakadás adta meg a lehetőséget. A Rómában megválasztott nápolyi származású VI. Orbán pápa kormányzása ellen fellépett az összes régi bíboros, és Orbán koronázása után öt hónappal ellenpápát is választottak VII. Kelemen személyében. Ekkor Piero még az alapvető teológiai tudást sem szerezte meg. Orbán azonban 1379-ben elutasítva a bíborosi kollégium tárgyalási ajánlatát, úgy döntött, hogy saját maga nevezi ki új kardinálisait. Ezek leginkább rokonai közül kerültek ki, tehát az új bíborosi kar már jóval fiatalabb összetételű volt, mint az Orbánt megválasztó és vele később szembeforduló kollégium. Orbán huszonkilenc új kardinálist tett meg, akik 1385-ben összeesküvést szőttek a bomlott elméjű egyházfő ellen. A dühödt Orbán Genovában kivégeztette őket, és így újabb bíborosi testületre volt szüksége. A krónikák ugyan hallgatnak Piero bíborosi kinevezéséről, de feltehetőleg ekkor kapta meg a bíborszínű kalapot VI. Orbántól. Valószínűleg nápolyi származása alapján esett rá a pápa választása. A villámléptekkel bíborosi rangra emelt Piero a kötelező hierarchiai lépcsőfokokból szinte teljesen kimaradt. Korabeli források úgy nyilatkoznak róla, hogy finoman szólva sem volt művelt, sőt Nieheimi Dietrich azt írta róla, hogy még olvasni sem tudott. Az pedig nyilvánvaló, hogy az egyházi szervezetet, a kúriát egyáltalán nem látta át, nem ismerte a politikát és gyakorlatlan vezető volt.

Amikor a rossz emlékű VI. Orbánt 1389. október 15-én feltehetőleg megmérgezték, sokan úgy gondolták, hogy véget ért a kettészakadt egyház története, és VII. Kelemen válik Szent Péter trónjának jogos örökösévé. De az itáliai bíborosoknak eszük ágában sem volt elismerni Kelement, és november 2-án megválasztották a mindössze harminchárom éves Pierot az egyház élére. Piero felvette a IX. Bonifác uralkodói nevet, és ezzel fenntartotta, sőt elmélyítette a nyugati egyház válságát és kettészakadását.

## Egy hanyatló egyház élén
Az ifjú egyházfő uralkodása az egyházi egységre tett kísérlettel indult. Koronázása után Anglia, Magyarország, Lengyelország, Csehország a Német-római Birodalom és Itália nagy része azonnal elismerte őt pápának. Bonifác sohasem akart lemondani méltóságáról, a fennmaradt pápai dokumentumokban az egyházfő önmagát tartotta legitimnek, míg az Avignonban székelő VII. Kelement ellenpápának. Mindennek ellenére uralkodásának kezdetén felvette a kapcsolatot Kelemen udvarával, és felszólította az ellenpápát, hogy ismerje el őt törvényes pápának. Miután erre Kelemen nem volt hajlandó, Bonifác kiközösítette Kelement, és Kelemen is hasonlóan kiközösítette a római egyházfőt. Bonifác trónra lépése után azonnal szembekerült a közeli Nápolyi Királyság problémáival, ugyanis III. Károly, nápolyi király 1386-os meggyilkolása után a trónviszályokból VII. Kelemen támogatásával egy francia herceg, II. Lajos került ki győztesen, akit az avignoni pápa 1389. november 1-jén Nápoly királyává koronázott. Ezzel egy olyan uralkodó került volna hatalomra, aki Bonifác hatalmát nem ismeri el. Éppen ezért az újonnan megválasztott római egyházfő is határozott lépéseket tett hatalmának megóvásáért, és szövetségre lépett Durazzoi Károly törvényes örökösével, Lászlóval. Bonifác illő pompa mellett 1390. május 29-én Gaetában koronázta meg szövetségesét Nápoly királyává. A háború elkerülhetetlen volt a két pápa által megkoronázott két király között. A közel egy évtizeden át tartó harcok Bonifác kincstárát és seregét is megviselték, de végül László diadalát hozták 1399-ben.
Miután sikerült László szövetségével bebiztosítani a Pápai Állam déli határait, Bonifác nekifogott rendezni a közvetlenül uralma alá tartozó területek viszonyait. A pápa igen erőskezű vezetőnek bizonyult, akit nem riasztott vissza a vérontás sem. Róma városi szabadságát teljesen felszámolta, hatályon kívül helyezte az alkotmányt, és a pápai sereggel szinte megszállta a várost. Megerősítette az Angyalvárat, minden hídra és kapuhoz őrt állított. 1398-ra Róma valóban Bonifác uralma alá hajlott, ahol a korábbi nemesi villongásoknak nyoma sem volt. Ugyanezt a politikát alkalmazta a Pápai Állam területén is. Minden fontosabb várost és várat saját embereivel erősített meg, és így gyakorolta uralkodói jogait Itália középső vidékei felett. Ez a rendszer ugyan hatalmas összegeket emésztett fel a pápai kincstárból, de olyan hatékonynak bizonyult, hogy a 15. század végéig fennmaradt. Ettől függetlenül nem volt népszerű egyházfő, és ezt a rómaiak tudtára is adták, így leginkább valamelyik vidéki palotában lakott Assisiben vagy Perugiában.
Bonifác pontifikátusának legtovább tartó utórezgései pénzügyi téren jelentkeztek. A pápa már a trónra lépése utáni pár évben hatalmas összegekkel igyekezett megalapozni hatalmát. A nápolyi trónviszály támogatása mellett a Pápai Állam meghódítása is komoly költségeket jelentett, és a háború befejezte után a helyőrségek sem bizonyultak olcsó mulatságnak. Az egyházszakadás miatt megfeleződő pápai bevételek messze nem fedezték a római kúria kiadásait. A lassanként teljesen kizsigerelt kincstár megtöltésével Bonifác nem sokat törődött, ahogyan a reformok sem érdekelték. Egyetlen pénzügyi döntése a kor embere előtt erkölcstelen képet festett a pápaság intézményéről. Bonifác volt az első egyházfő, aki bevezette az annates perpetuae-t azaz a hivatali tisztségek árusítását. Ennek lényege abban állt, hogy a pápai kincstárat illető bevételek beszedését bérbe adta a pápai kúria. Egy bizonyos összeg befizetése után tehát a jelentkező bankárok, uzsorások saját belátásuk szerint hajthatták be a pápai jövedelmeket. Nyilván minél többet tudtak kisajtolni az agyonadóztatott népből, annál nagyobb bevételre tehettek szert. Az igazságtalan módszert csak tetézte, hogy leggyakrabban egyházi méltóságok vásárolták meg ezeket a jogokat. Ez is hozzájárult az egyház erkölcsi és hatalmi hanyatlásához, majd a későbbi egyházellenes mozgalmakhoz. 

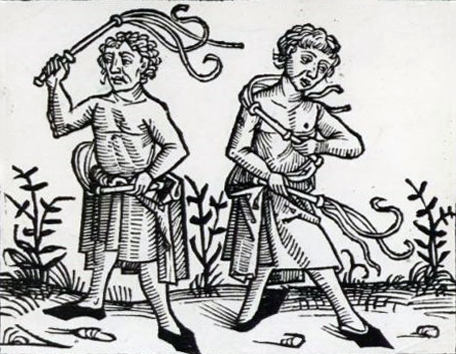
Flagellánsok egy 15. századi metszeten

A bevételek növelése érdekében Bonifác pontifikátusa alatt két Szentévet is tartottak. Az első 1390-ben még VI. Orbán rendelete alapján nyílt meg. Ekkor főként magyar, lengyel, német és angol zarándokok lepték el Róma városát. Az 1400-ra meghirdetett zarándoklat azonban több gondot is jelentett Bonifácnak. Egyrészt a főként francia hívők között kitört a pestis, amelyet a pápa római palotájába zárkózva vészelt át. De ismét megjelentek a flagellánusoknak nevezett önsanyargatók, akik önmagukat Bianchinak vagy Albatinak nevezték. A Fehér Penitenciáriusok Franciaország déli részén alakultak meg, és innen terjedt el eszéjük Spanyolország és Itália északi részére. Az önmagukat ostorozó tömegek megjelentek az 1400 évi zarándoklaton is, ahol a pestis miatt sanyargatták magukat, hátha ezzel megváltják életüket bűneik miatt. A fehér csuklyában vonuló Szűz Máriához könyörgő menetet eleinte Bonifác is elfogadta, de amikor Rómába értek, pápai rendeletben tiltotta meg a flagellánusok gyakorlatát. Vezetőjüket pedig Róma főterén máglyán égettette el.
Bonifác hosszú pontifikátusa több nemzetközi politikai eseményt is érintett. De a római pápának csak az őt elismerő államokkal volt folyamatos kapcsolata. A diplomáciai események közül a legfontosabb az volt, hogy Avignonban 1394. szeptember 28-án meghalt VII. Kelemen. Bonifác minden diplomáciai szálat igyekezett megmozgatni, hogy kihasználja az alkalmat, és végre hatalma alatt egyesítse az egyházat. De pontosan erre számítottak az avignoni bíborosok is, ezért még mielőtt Bonifác jelentős szövetségesekre találna, gyorsan megválasztották Avignon trónjára Kelemen utódját, XIII. Benedeket. A felkavarodó hatalmi viszályban több Bonifác pártján álló uralkodó is megpróbálta rávenni a római egyházfőt, hogy mondjon le trónjáról. III. Edward angol király mellett az 1397-es frankfurti birodalmi gyűlés és maga Vencel, német-római császár is megpróbálta rávenni méltósága feladására. De Bonifác hallani sem akart trónja elhagyásáról. Ezek után a kérlelők finomítottak kérésükön, és egy egyetemes zsinat összehívását szorgalmazták, amelyet Bonifác szintén elutasított. 

1400. augusztus 20-án az uralkodóval elégedetlen német rendek összegyűltek Rhense városában, és megfosztották trónjától Vencel császárt, akinek helyére a Wittelsbach-házi herceget, Rupertet választották meg. Bonifác csak 1403-ban ismerte el a bajor hercegek uralkodónak, utólag pápai döntéssé minősítve Vencel eltávolítását. A német trón ügyei mellett azonban eltörpült Bonifác Angliával vívott küzdelme. John Wycliffe több írásával is a római pápa ellen hangolta Edward udvarát és az angol klérust is. Wycliffe főleg az ellen tiltakozott, hogy Bonifác a megüresedett angol egyházi méltóságokra vagy senkit nem nevez ki, vagy olyanok kezébe adja a hivatalt, akik közel állnak a római székhez. A parlament, és később maga a király is Wycliffe tanai mellé állt, és a rendek vétójogot biztosítottak a királynak a pápai kinevezések megítéléséhez. 1391-ben Bonifác hevesen tiltakozott az angol uralkodó döntése ellen, de hamar rá kellett döbbennie, hogy nincs hatalma befolyásolni az angol udvart, éppen ezért 1393-ban beleegyezett a változásokba. A béke olyannyira helyreállt, hogy 1396-ban a Londonba összehívott zsinat már elítélte Wycliffe azon tanait, amelyben a pápa felett ítélkezik.

Bonifác kapcsolatba lépett a konstantinápolyi udvarral is, és tárgyalt II. Mánuel, bizánci császárral a keleti egyházszakadás felszámolásáról. Mánuel leginkább arról panaszkodott Bonifácnak, hogy már magát a fővárost fenyeti I. Bajazid szultán serege. A pápa kihirdette ugyan az újabb keresztes hadjáratot, de a kettészakadt nyugati egyház és a megosztott keresztény társadalom egyáltalán nem reagált a császár és Bonifác kérésére.
Bonifác végül 1404. október 1-jén hunyt el rövid betegség után. Négy évvel halála előtt a szentgotthárdi ciszterci apátság feletti kegyúri jogot megerősítette a felsőlindvai Széchy-család számára, noha az apátság többször kérte, hogy ne engedje idegen uralom alá őt.

## Művei
- Documenta Catholica Omnia (latin nyelven). (Hozzáférés: 2011. december 6.)